# ジェームズ・クック
ジェームズ・クック（James Cook、 1728年10月27日 - 1779年2月14日）は、グレートブリテン王国の海軍士官、海洋探検家、海図製作者。通称キャプテン・クック (Captain Cook)。
一介の水兵から、英国海軍の勅任艦長 (Post-captain) に昇りつめた。
太平洋に3回の航海を行い、オーストラリア東海岸に到達、ハワイ諸島を発見し、自筆原稿による世界周航の航海日誌を残し（第2回航海）、ニューフンノ島とニュージーランドの海図を作製した。史上初めて壊血病による死者を出さずに世界周航を成し遂げた（第1回航海）。
10代を石炭運搬の商船船員として過ごした後、1755年に英国海軍に水兵として志願し、七年戦争に加わった。船員としての能力を認められたクックは1757年に士官待遇の航海長に昇進し
、英国軍艦Solebay号の航海長として、セントローレンス川の河口域を綿密に測量し海図を作成した。クックの作成した海図はウルフ将軍のケベック奇襲上陸作戦（1759年）の成功を導き、クックの存在は英国海軍本部と英国王立協会に注目されることとなった。クックは南方大陸探索の命を受けて、英国軍艦エンデバー号を指揮し、1766年に第1回航海に出帆した。
クックは多数の地域を正確に測量し、いくつかの島や海岸線をヨーロッパに初めて報告した。クックの幾多の偉大な功績をもたらしたのは、卓越した航海術、すぐれた調査と地図作成技術、真実を確かめるためには危険な地域も探検する勇気（南極圏への突入、グレートバリアリーフ周辺の探検など）、逆境での統率力、海軍省の指令の枠に納まらない探検範囲と気宇の壮大さ、これらのすべてであったと言えよう。また壊血病の予防に尽力し表彰されている。
第3回航海の途上、ハワイ島で先住民との争いによって1779年に落命した。
かつてニュージーランドで発行されていた10シリング（1940年 - 1955年）、5ポンド・10ポンド紙幣（1956年 - 1967年）に肖像が使用されていた。

## 英国海軍入隊まで
クックは1728年10月27日、ノースヨークシャー州マートンに生まれた。スコットランド人の父とマートン生まれの母の下、5人兄弟であった。父が農場の農事監督の職を得たため、家族と共にグレートアイトンの農場に移り、父の雇い主から学資を得て学校に通った。13歳になり父と共に働き始めた。16歳になったクックは、漁村ステイテスの雑貨店で徒弟奉公をするために家を出た。奉公中に店の窓の外を眺めているうち海に魅せられたという。
1年半の後、店のオーナーはクックに商才がないことを悟り、近隣の港町ウィットビーのウォーカー兄弟にクックを紹介する。ウォーカー家は当地の有力な船主で商家であった。1746年に、クックは英国沿岸の石炭運搬船団の見習い船員として雇われた。この間、操船に必要不可欠な代数学、三角測量法、航海術、天文学の勉学に励んだ。
3年間の徒弟奉公を終えたクックはバルト海の貿易船のブリッグ「フレンドシップ号」で働き始めた。1755年にはフレンドシップ号の航海士に昇進していた。
しかし、昇進からひと月も経たぬうちに、七年戦争に備えて軍備を強化していた英国海軍へ一介の水兵として志願入隊する。入隊後、水兵の身分から瞬く間に准士官たる航海士に昇進し、海軍に入ってから僅か2年後の1757年には、航海長（士官待遇）の任用試験に合格した。この時、クックは29歳であった。

## 海軍でのキャリア
七年戦争（1756年～1763年）において、英国軍艦Solebay号のロバート・クレイグ艦長の下、航海長として1759年のケベック包囲戦に加わった。既に測量及び海図作成の技量を認められていたクックは、セントローレンス川河口の測量と海図作成を任され、包囲戦の趨勢を決したウルフ将軍の奇襲上陸作戦の成功に大いに寄与した。
1760年代のクックは、ニューファンドランド島の入り組んだ海岸の測量に取り組んだ。夏季でも常に海霧に覆われ、強風が吹き、冬は極寒となるニューファンドランド島海域において、帆船で測量を行うのは至難かつ危険な仕事であった。1763年と1764年に北西部、1765年と1766年にブリン半島とレイ岬の間の南岸、1767年に西岸を測量した。クックの5年にわたる測量によって、ニューファンドランド島海域の正確な海図が初めて作成された。
ニューファンドランド島海域測量の奮闘を終えた時、クックは記した。
「これまでの誰よりも遠くへ、それどころか、人間が行ける果てまで私は行きたい」
七年戦争でのセントローレンス川河口海域測量、1760年代のニューファンドランド島海域測量での功績により、英国海軍本部と英国王立協会の注目を受けることとなった。

## 第1回航海（1768年 - 1771年）

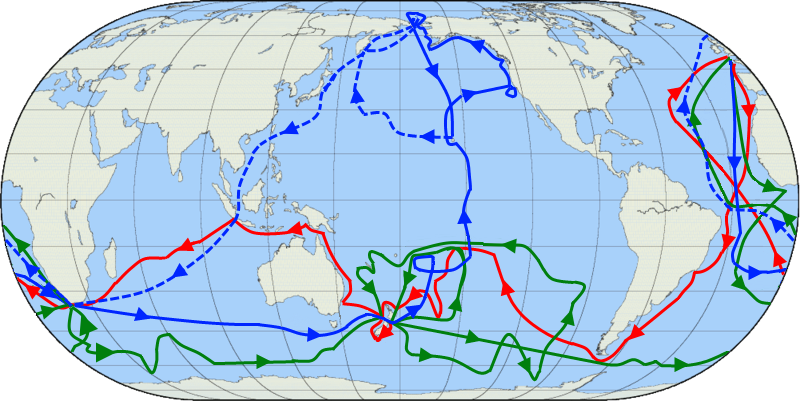
赤は第1回航海、緑は第2回航海、青は第3回航海をあらわす。青の点線は、クック死後の航海ルートである

### タヒチへ
1766年、王立協会により金星の日面通過の観測を目的に南太平洋へ派遣された。英国海軍航海長（士官待遇だが、公式の指揮権を有さない）の階級にあった38歳のクックは、公式の指揮権を有する正規の海軍士官たる海尉に任官し、英国軍艦エンデバー号の指揮官となった。もともと、エンデバー号はウィトビーで建造された石炭運搬船で、大きな積載量、強度、浅い喫水、どこを取っても、暗礁の多い海洋や多島海を長期間航海するにはうってつけの性能を備えていた。
1768年8月25日に英国南部のプリマスを出帆し、マデイラ諸島とリオデジャネイロに寄港したのち南米大陸南端のホーン岬を東から西に周航し、太平洋を横断して西へ進み、天体観測の目的地であるタヒチに1769年4月13日に到着した。日面通過は6月3日で、小さな居館と観測所の建造を行った。
観測を担当したのは、王室天文官（グリニッジ天文台長）ネヴィル・マスケリンの助手、天文学者チャールズ・グリーンであった。観測の目的は、金星の太陽からの距離をより正確に算出するための測定であった。もしこれが成功すれば、軌道の計算に基づいて、他の惑星の太陽からの距離も算出できるはずであった。金星の日面通過の観測当日、クックはこう記している。
「6月3日土曜日。本日は期待通り観測に好適な日和となり、雲一つなく、空気は完璧に澄んでおり、金星の日面通過の全経路の観測にはあらゆる好条件が備わっていた。金星を取り巻く大気あるいは薄暗い影があまりによく見えたので、金星と太陽の接触、とくに第2接触の時刻の観測がきわめて困難になってしまった。ソランダー博士とグリーンと私は同時に観測したが、それぞれが観測した接触時刻は思っていたよりもかなりずれていた」
しかし、グリーン、クック、ソランダーがそれぞれ別に行った観測は、観測器具の解像度が未だ足りなかったため誤差の期待範囲を越えていた。後に、観測結果は別の場所で行なわれた結果と比較検討されたが、やはり期待したような正確な観測結果ではなかった。

### タヒチからニュージーランドへ

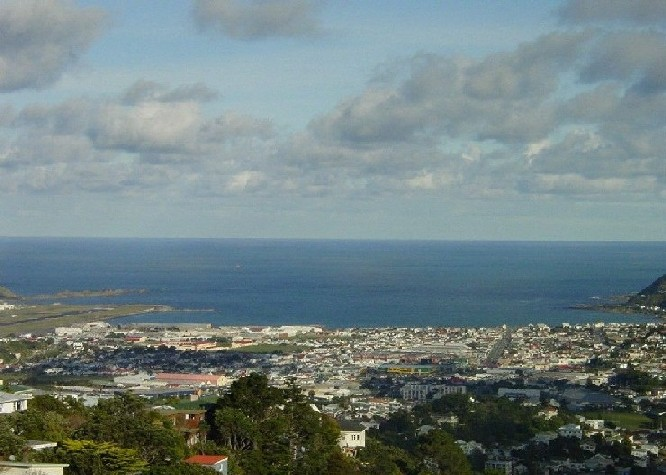
ニュージーランドのクック海峡

天体観測が終了するとすぐに、クックは航海の後半についての秘密指令を開封した。それは、海軍本部の追加命令に従って、伝説の南方大陸（テラ・アウストラリス、Terra Australis）を求めて南太平洋を探索せよ、という指令であった。金星観測（しかもエンデバー号のような目立たない小さな艦で）を隠れ蓑にすれば、英国にとって今航海は、ライバルのヨーロッパ諸国を出し抜いて南方大陸を発見し伝説の富を手に入れる絶好の機会となろう、と王立協会は考えたのである。この説の特に熱心な信奉者が王立協会会員のアレクサンダー・ダリンプルであった。
南太平洋の地理にきわめて詳しいトウパイアというタヒチ人の助力を得て、1769年10月6日クックはヨーロッパ人として史上2番目に（1642年のアベル・タスマン以来）ニュージーランドに到達し、いくつかの小さな誤り（バンクス半島を島としたり、スチュアート島を南島の一部と考えるなど）はあるものの、ニュージーランドの海岸線のほぼ完全な地図を作製した。また、ニュージーランドの北島と南島を分ける海峡（クック海峡）を発見した（アベル・タスマンは海峡ではなく湾と判断していた）。

### ニュージーランドからオーストラリアへ

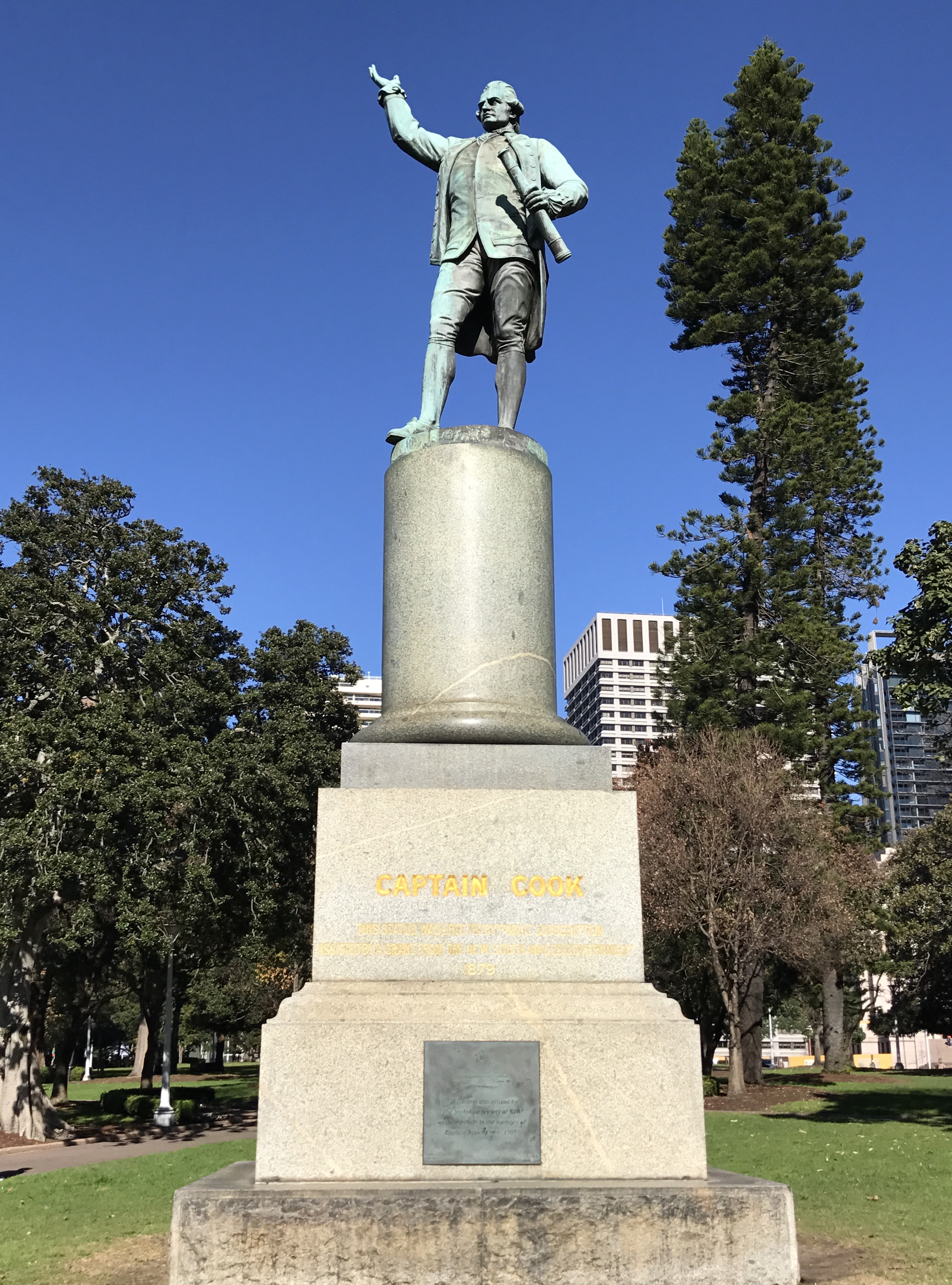
ハイド・パーク (シドニー)にあるクックの彫像

クックは航路を西に取り、伝説の南方大陸の一部をなしているのか否かを確かめる目的で、ヴァン・ディーメンズ・ランド（タスマニア）を目指した。しかし、エンデバー号は暴風で北寄りに流され、1770年4月20日金曜日、後にクックがヒックス岬と命名した陸地を目撃するまでそのまま航行した。計算によればタスマニア島はそこより南に位置しているはずだったが、南西に伸びる海岸線が目撃されたことから、この陸地はタスマニア島に繋がっているのではないかと疑った。この岬はオーストラリア大陸の南東海岸に位置し、結果として、クックの探検隊はオーストラリア大陸の東海岸に到達した史上初のヨーロッパ人となった。
クックが発見した陸標は、ビクトリア州南東岸のオーボストとマラクータのほぼ中間の岬であるとされる。1843年に行われた調査ではクックの命名が無視されたか見過ごされたため、岬には別の名前が命名されていたが、オーストラリア発見200年記念祭の折に、公式にヒックス岬と名称回復された。
エンデバー号は海岸線に沿って北上を続け、測量と陸標の命名を次々に行った。1週間余り過ぎた4月29日、一行は大きな浅い入り江に入り、砂丘に覆われた低い岬の沖に停泊した。そここそ、クック一行がオーストラリア大陸に初めて上陸した、現在ではカーネル(en:Kurnell, New South Wales)として知られている場所である。多くのエイが見られたために、この入り江はクックによってアカエイ湾と命名されたが、後に博物学者のジョセフ・バンクス、ヘルマン・スペーリング、ダニエル・ソランダーによって採集された例を見ない貴重な植物標本を記念してボタニー湾（植物学湾）となった。博物学者たちは、後にオーストラリアの動物相と植物相に関する最初の科学論文を上梓した。
一行の最初の上陸地は、入植地および英国の植民地の前哨基地にうってつけの候補地として（特にジョセフ・バンクスによって）喧伝された。しかし、1788年のはじめに前哨基地と囚人の入植地を設置するためにアーサー・フィリップ艦長率いる第一艦隊がオーストラリアに到着した際、ボタニー湾は聞いていたほど有望ではないとフィリップは判断し、代わりに北へ数キロメートルの上陸地へ移動した。そこはクックがかつてポート・ジャクソン湾と名付けたが、それ以上の探検はしなかった場所であった。フィリップは湾内の入江をシドニー・コーブと名付け、入植地が設置された。しかし、その後もしばらくは入植地はボタニー湾入植地と呼び習わされた。
最初の上陸の際に、クック一行はオーストラリア先住民のアボリジニと接触している。
海岸線を測量しながら北へ船を進めた。1770年6月11日、エンデバー号がグレートバリアリーフの浅瀬に乗り上げ大破したため、砂浜で修理が行われ航海は7週間の遅れを生じた（そこはエンデバー川の河口、現在のクックタウンの船着き場の近くである）。その間、バンクス、スペーリング、ソランダーは初めてオーストラリアの植物の大規模な採集を行った。乗組員と当地のアボリジニの人々との遭遇はおおむね平和的であった。当地のアボリジニが話したグーグ・イミディル語でオオカンガルーを指す "gangurru" から、「カンガルー」が英語の仲間入りをした。

### オーストラリアから帰国
エンデバー号の修繕を終えると直ちに航海は続けられ、ヨーク岬半島の北端を通過しオーストラリアとニューギニアの間のトレス海峡を抜けた。ヨーク岬半島を巡って、オーストラリアとニューギニアが陸続きでないことを確認すると、クックは1770年8月22日にポゼッション島に上陸し、オーストラリア東岸の英国領有を宣言した。
この航海で、壊血病による船員の損失は皆無であったが、これは18世紀においては奇跡的な成果であった。1747年に導入された英国海軍の規則に則って、クックは柑橘類やザワークラウトなどを食べるように部下に促したが、クックが部下にこれらの食物を摂らせた方法は、指導者としての彼の優れた資質をよく物語っている。当時の船員は新しい習慣には頑強に抵抗したので、最初は誰もザワークラウトを食べなかった。クックは一計を案じ、ザワークラウトは自分と士官だけに供させ、残りを望む者だけに分けてみせた。上官らがザワークラウトを有り難く頂戴するのを見せると、1週間も経たぬ間に、自分らにも食べさせろという声が断りきれぬほど船内に高まった、とクックは日誌に記している。
その後、艦の修繕のためにオランダ東インド会社の本拠地があるバタヴィアへ向かった。バタヴィアではマラリアと赤痢が猖獗をきわめており、1771年に一行が帰国するまでにタヒチ人のトウパイア、バンクスの助手を務めたスペーリング、植物画家のシドニー・パーキンソンなど、多くの者が病を得て亡くなった。出発からバタヴィアまでの27ヶ月の航海ではわずか8名だった死者は、バタヴィア滞在中の10週間とバタヴィアからケープタウンまでの11週間に31名に達してしまった。
1771年6月12日午後、エンデバー号は南イングランドのダウンズに投錨し、クックはケントで下船した。帰国直後、航海日誌が出版されクックは科学界でも時の人となった。しかし、ロンドン社交界でクックの数倍の人気者となったのは、貴族階級の博物学者ジョセフ・バンクスだった。バンクスはクックの第2回航海にも同行する予定だったが、船の構造への不満から直前で辞退した。

## 第2回航海（1772年 - 1775年）

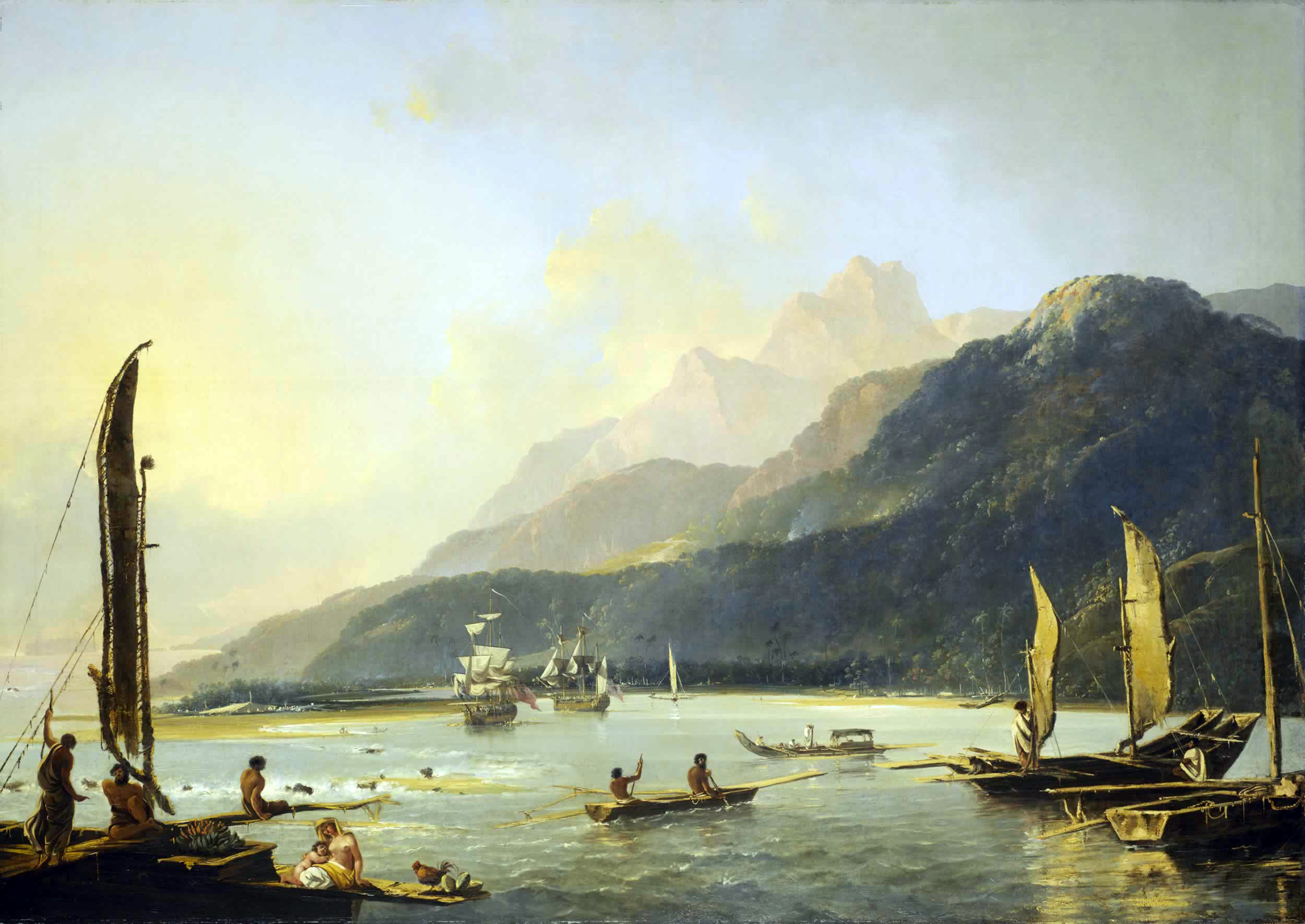
「マタバイ湾の眺め」（この絵を描いたウィリアム・ホッジスは博物画家として第2回航海に参加した。）

第1回航海から帰還後、功績を認められて「軍艦を指揮する海尉」から海尉艦長に昇進したクックは、王立協会から南方大陸探検隊の指揮を委任された。第1回航海のニュージーランド周航によって、ニュージーランドが南方の大陸とは繋がっていないこと、さらに、東海岸の測量によって、オーストラリアが大陸であろうことも既に明らかにされていたのだが、王立協会は南方大陸はさらに南に存在するはずとまだ信じていたのだった。こうして1772年7月12日、クックは第2回の探検航海に再び出帆した。
探検隊長のクックは、英国軍艦レゾリューション号を、トバイアス・ファーノーはアドベンチャー号を指揮した。アフリカ大陸南端から東進した一行はきわめて高緯度の地域を周航し、1773年1月17日にヨーロッパ人として初めて南極圏に突入した。これがいかに偉業であったかは、次の南極圏突入が50年後だったことからも明らかである。南極圏の濃い霧によってはぐれた2隻はニュージーランドで落ち合った後、南太平洋を東進してさらに南下し南緯71度10分まで到達した。その後もクックは探検を続けたが、ファーノーは先に英国へ帰還することになった矢先にマオリ族との戦いで10人の部下を失っている。
クックはもう少しで南極大陸を発見するところであったが、南方大陸が人類が居住可能な緯度には存在しないことを確かめ、伝説の南方大陸の探索に終止符を打った。補給のため北のタヒチへ進路を取り、オマイというタヒチ人の若者を伴って再び南へ向かったが、オマイは第1回航海のトウパイアほどは太平洋の地理に明るくなかった。帰りの航海では、1774年にトンガ、イースター島、ニューカレドニア、バヌアツに上陸した後、ふたたび南下して南緯50度から55度付近の航路を取った。これによってクックは南極大陸北方の海を周航したことになり、南方大陸がこの緯度までには存在しないことを確定させた。この航海によって、南方の未確定領域は大幅に狭められた。その後東進し、南アメリカ大陸南端を回り南ジョージア島とサウスサンドウィッチ諸島を発見した。
一行の帰国報告によって、南方大陸の伝説は沈静化した。一方で、クックは彼が探検した海域の南方には大陸があることを予想していたが、それは人類が居住できるようなものではないことも予測していた。クロノメーターが活躍し正確な経度の決定が行われたことも、第2回航海の大きな業績であった。ちなみに、クックはこの諸島をサンドウィッチ・ランドと命名したが、第3航海でクック自身が発見・命名したサンドウィッチ諸島（ハワイ諸島）と区別するため後代の英国がサウスサンドウィッチ諸島とした。英国は1908年に公式に領有宣言、これに対しアルゼンチンも1938年に領有を宣言した。
多大な業績を挙げたクックは、帰国後直ちに勅任艦長（ポスト・キャプテン）に昇進し、同時に海軍を休職してグリニッジの海軍病院の院長に任命された。水兵から勅任艦長への栄進は極めて稀な事例であった。壊血病予防に対する貢献に対して王立協会からコプリ・メダルを授与されフェローにも選出された。しかし、未だ48歳のクックは海から離れるのに耐えられず、航海記を書き上げた直後、彼の最後の航海となる第3回航海に出帆した。

## 第3回航海（1776年 - 1780年）

### ハワイ〜カリフォルニア〜アラスカ
巷間では、ロンドン市民の好奇の的となっていたオマイをタヒチに戻すために航海が行なわれると噂されたが、第3回航海の公式の目的は、北極海を抜けて太平洋と大西洋をつなぐ北西航路を探索することであった。クックは再びレゾリューション号の指揮を取り、チャールズ・クラークが僚船ディスカバリー号の指揮をとった。オマイをタヒチに返した後に、クックらは北へと進路を取り、1778年にはハワイ諸島を訪れた最初のヨーロッパ人となった。クックはカウアイ島に上陸し、ハワイ諸島を時の海軍大臣でクックの探検航海の重要な擁護者でもあったサンドウィッチ伯の名前をとり「サンドウィッチ諸島」と命名した。また、クック達はハワイ諸島にインフルエンザを持ち込み50万人いた島民は7万人にまで減少してしまった。
北アメリカの西海岸を探検するために東へ航海し、バンクーバー島のノコタ・サウンドの中のユーコートにあるファーストネーションズ村の近くに上陸したが、ファンデフカ海峡は見過ごしてしまった。この北洋航海で、カリフォルニアからベーリング海峡に至るまでを探検して海図を作製し、アラスカの今ではクック湾として知られている場所を発見した。ただ1度の航海でアメリカの北西岸の大部分の海図を作製し、アラスカの端を突き止め、西方からベーリングらロシア人が、南方からスペイン人が行っていた太平洋の北限探査の空隙を埋めてしまったのである。しかし、何度試みても帆船では秋から冬にかけてのベーリング海峡はどうしても航行できず、そこから北へは進むことができなかった。
クックは長年の航海による精神的、肉体的ストレスの蓄積のためか、不調続きの航路探索のためか日毎に気難しくなり胃の不調にも悩まされていた。そのゆえなのか、しばしば周囲と深刻なもめ事を起こすようになった。たとえば、アラスカで一行は海牛と見誤ってセイウチを仕留めた。クックは「（残り少ない）塩漬け肉よりずっと良い」とセイウチの肉を船内で消費するよう命じたが、クックを除く多くの乗員の嗜好にまったく馴染まなかった。しかし、これを食べない者には船の通常の食事を禁じるなどクックは自身の考えに固執したため船内は反乱寸前の緊張が生じた。このような精神的状態がその後の悲劇を引き起こす一因となったと、ビーグルホールら後の伝記作者たちは推測している。

### 最期

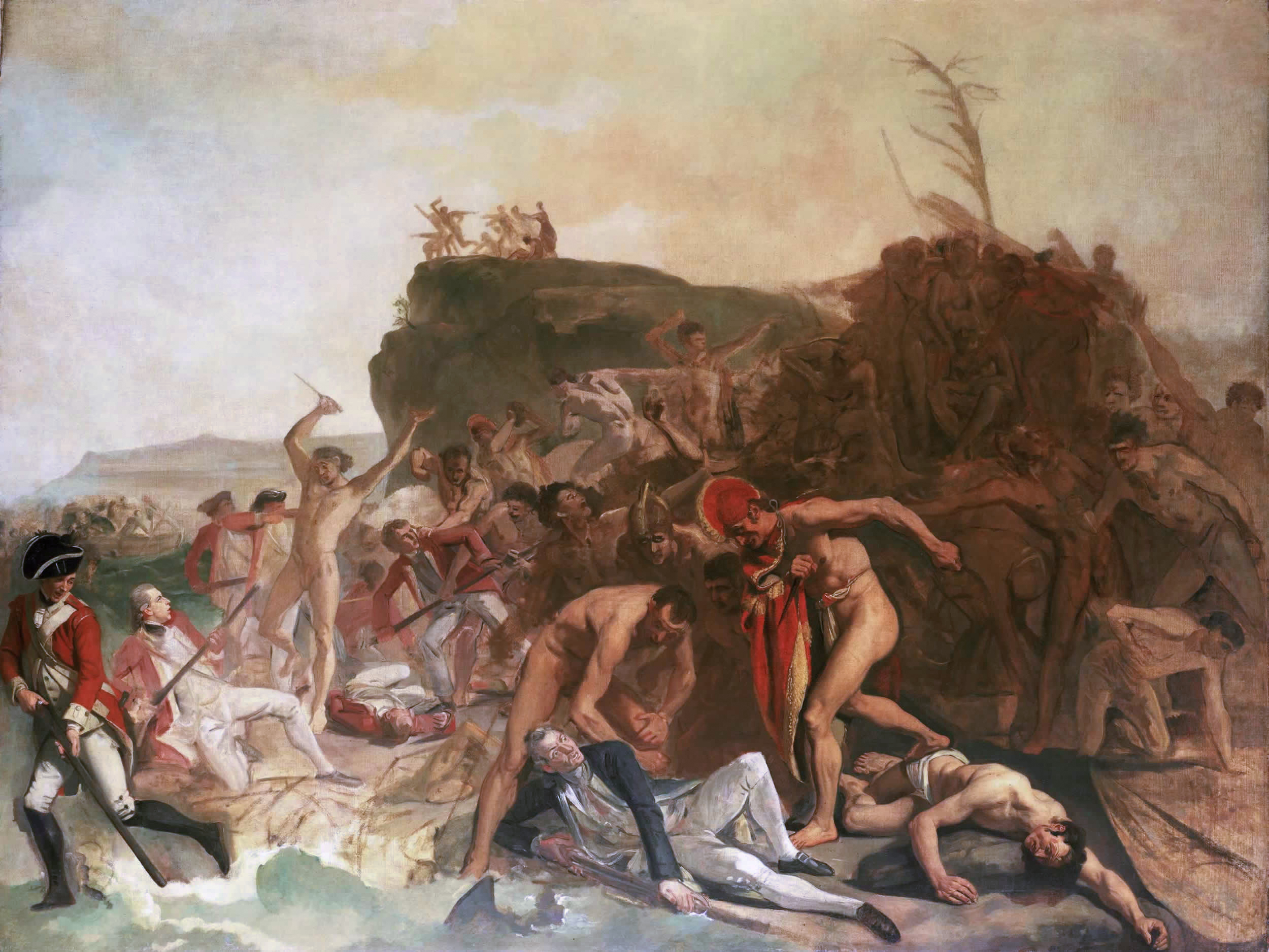
キャプテン・ジェームズ・クックの最期（ヨハン・ゾファニー画）

レゾリューション号は1779年にハワイ島に戻りケアラケクア湾に投錨した。約1ヶ月の滞在の後北太平洋探検を再開したが、出航後間もなく前檣が破損し補修のためケアラケクア湾に戻らなければならなくなった。しかし、ハワイの宗教上の複雑な事情ではこの突然の帰還は「季節外れ」で先住民の側からすると思いがけないことだったため、クック一行と先住民の間に緊張が生じることになった。
1779年2月14日に、ケアラケクア湾でクックらのカッターボートを村人が盗むという事件が起きた。タヒチや他の島々でも盗難はよくあったことで、盗品の返還交渉は人質を取ればたいてい解決した。実際、クックは先住民の長を人質に取ろうとしたのだが、不安定な精神状態のためか盗品の引き取りのために下船した際、浜辺に集まった群衆と小ぜり合いが起きてしまった。塵一つに至るまですべて返還せよという冷淡なクックの態度と、長の1人がクックらの捜索隊に殺されたという噂に先住民らは怒り、槍と投石でクックらを攻撃し始めた。クックらも村人に向けて発砲し、騒ぎの中退却を余儀なくされた。小舟に乗り込もうと背中を向けたクックは頭を殴られ、波打ち際に転倒したところを刺し殺された。クックらの死体は先住民に持ち去られてしまった。
現地の宗教上の理由で奇妙な崇敬を受けていたクックの遺体は、先住民の長と年長者により保持され肉が骨から削ぎ取られ焼かれた。しかし、乗組員らの懇願によって遺体の一部だけが返還され海軍による正式な水葬を受けた。チャールズ・クラーク、そしてクラークの死後はジョン・ゴアが探険を引き継ぎ、更にベーリング海峡の通過が試みられたがこれも季節外れで失敗した。レゾリューション号とディスカバリー号が英国へ帰国したのは1780年8月のことであった。

## 家族
1762年、34歳の時に13歳年下のエリザベス・バッツ (1742-1835) と結婚し、6人の子供 ジェームズ (1763-1794)、ナサニエル (1764-1781)、エリザベス (1767-1771)、ジョゼフ (1768-1768)、ジョージ (1772-1772)、ヒュー (1776-1793) を儲けた。陸での住まいはロンドンのイーストエンドにあった。クックの子供たちは、いずれも子孫を残さずに夭折したため、クックの直系の子孫はいない。

## クックの教え子たち
その後、クックの下で働いた多くの部下達が、自身も目覚ましい業績を残した。代表的な人物を以下に挙げる。
- ウィリアム・ブライ - 第3回航海の航海長であった彼は、1787年に帆船バウンティの指揮を委ねられ、タヒチへ赴きパンノキの実を持ち帰ることを任ぜられた。しかしながら、1789年に乗組員の反乱が起こり、船から追放されて救命艇で漂流する憂き目にあった（バウンティ号の反乱）。生還を果たし、その後ニューサウスウェールズの総督となる。そしてここでも、海兵隊に反乱を起こされ、数年間監禁されている。
- ジョージ・バンクーバー - 第2回と第3回航海の士官候補生。後に1791年から1794年にかけて北アメリカ太平洋岸の調査航海を指揮した。この調査の結果として、北アメリカ大陸西岸と大西洋をつなぐと想定されていたアニアン海峡は、過去の伝説となった。
- ジョージ・ディクソン（英語版） - 第3回航海に参加。後に自ら北米大陸の西岸を探検航海を指揮し、クイーンシャーロット諸島などを命名した。
- ゲオルク・フォルスター - 第2回航海に参加してその記録を『世界周航記』として著している。

## 記念
イギリス国内ではマートンの生誕地と、ウィトビーの旧ウォーカー商館が、クックの業績を紹介する博物館となっている。オーストラリアではクックの両親が住んだ家屋がイギリスから海を越えてメルボルンに移築され、「クックス・コテージ」として公開されており、ヨーク半島のクックタウンには、ジェームズ・クック歴史博物館がある。
ニュージーランドのクック山やクック海峡、アラスカのクック湾など、クックを名祖とする地名は数多い。小惑星番号3061のクックや月の豊かの海にあるクレーターにもその名が付けられた。またエンデバー号が座礁した海岸近くにはクックタウンがあり、クック死没地の近くにはキャプテン・クックという町があるなど、その名に因んで命名された自治体も世界各地にあり、ポリネシアの島嶼国家であるクック諸島は国名自体がクックに由来している。
科学的調査に関する乗り物として、スペースシャトルのエンデバー号は、第1回航海におけるクックの乗艦にあやかった名である。イギリスで2007年より任務についた新型の海洋調査船は、アン王女によってRRSジェームズ・クックと命名された。
また、クックの第一回航海の船であるエンデバー号は、オーストラリア入植200年記念祭を記念するために1994年に復元された。2011年から2012年にかけて、この船はオーストラリアを周航した。

## その他
- クックの死（英語版） - ハワイでのクックの死を描いた絵画作品